# Columbia (Kontinent)
Columbia ist in der Erdgeschichte der Name eines hypothetischen paläoproterozoischen Superkontinents, der vor 1,8 bis etwa 1,6 Milliarden Jahren (etwa zeitgleich mit dem Statherium) bestanden haben soll. Er soll fast alle größeren Kontinentalbruchstücke, die damals auf der Erde existierten, vereinigt haben und gilt als erster sicher nachgewiesener Superkontinent der Erde.

## Namensgebung
Der Begriff wurde von John J. W. Rogers und Santosh Madhava Warrier (meist nur Santosh genannt) in einer Arbeit aus dem Jahre 2002 geprägt. Sie geben als derivatio nominis an, dass der Name auf die Schlüsselverbindung zwischen Indien und der Columbia-Region im US-Bundesstaat Washington anspielen soll.

## Columbia als erdgeschichtlicher Kontinent
Columbia entstand zwischen 2,1 und 1,8 Milliarden Jahren. Er enthielt fast alle größeren damals existierenden kontinentalen Blöcke der Erde. Nach Rogers und Santosh (2002) berührte die Ostküste des heutigen Indien das westliche Nordamerika. Das südliche Australien lag noch nördlicher am westlichen Kanada an. Der größte Teil Südamerikas war so verschoben, dass der westliche Rand des heutigen Brasilien am östlichen Nordamerika anlag und bis Skandinavien reichte. Nach deren Rekonstruktion bildete sich Columbia durch die Kollision von drei bereits vorher entstandenen Großkontinenten, Arctica (Nordamerika, Sibirien, Grönland, Baltica), Atlantica (östliches Südamerika und westliches Afrika) und einem Block bestehend aus Teilen von Australien, Indien, Madagaskar, Südafrika und Teilen von Antarctica. Die genaue Position der Kratone zueinander ist jedoch heftig umstritten. So rekonstruieren Zhao et al. (2004) Columbia völlig anders. In deren Rekonstruktion liegt Antarctica südwestlich von Nordamerika, nördlich anschließend Australien und einige kleinere Blöcke. Westlich von Antarctica folgte noch Indien und Nordchina. Nördlich von Nordamerika schloss sich Sibirien, Grönland und östlich davon Baltica an. Atlantica lag südlich von Baltica, getrennt vom östlichen Rand Nordamerikas durch einen größeren Meeresbereich.
Im Anschluss an die „Pangaea“-Situation fanden zwischen 1,8 und 1,3 Milliarden lang andauernde Subduktions- und Akkretionsprozesse an den Rändern statt. So bildete sich zwischen 1,8 und 1,3 Milliarden Jahren ein breiter magmatischer Akkretionsgürtel entlang des südlichen Randes des heutigen Nordamerika, Grönland und des Kerns des späteren Baltica. In Südamerika gibt es eine 1,8 bis 1,3 Milliarden Jahre alte Akkretionszone entlang des westlichen Randes des Amazonia-Kratons. In Australien umgibt ein 1,8 bis 1,5 Milliarden Jahre alter magmatischer Gürtel den südlichen und östlichen Rand des Nordaustralischen Kratons und den östlichen Rand des Gawler-Kratons. In China erstreckt sich ein 1,8 bis 1,4 Milliarden Jahre alter akkretionärer magmatischer Gürtel entlang des südlichen Randes des Nordchina-Kratons. Der Zerfall des Superkontinents Columbia begann um 1,6 Milliarden Jahren mit kontinentalem Rifting am westlichen Rand von Laurentia, dem südlichen Rand von Baltica, dem südöstlichen Rand von Sibiria, dem nordwestlichen Rand von Südafrika und dem nördlichen Rand von Nordchina. Das Zerbrechen und die Fragmentierung des Superkontinents fällt mit einer weitverbreiteten magmatischen Aktivität zusammen, die Anorthosit–Mangerit–Charnockit–Granit-(AMCG)-Suiten in Nordamerika, Baltica, Amazonia und Nordchina bildete. Die magmatische Aktivität hielt bis zum endgültigen Zerfall Columbias um 1,3 bis 12 Milliarden Jahren an, als sich die mafischen MacKenzie- und Sudbury-Gangschwärme bildeten.
Die Existenz eines Superkontinents Columbia wird in erster Linie aufgrund annähernd globaler magmatischer Ereignisse im Zeitraum von 2,1 bis 1,3 Milliarden Jahren angenommen. Die Nord-Süd-Ausdehnung wird mit 12.900 Kilometern angenommen, mit 4800 Kilometern an der breitesten Stelle.
In der neueren Literatur wird der ursprünglich anders definierte erdgeschichtliche Kontinent Nuna mit Columbia gleichgesetzt.

## Erdgeschichtliche Bedeutung
Nach der Entstehung Columbias herrschten zwischen 1,85 und 0,85 Mrd. Jahren vor heute, also für ca. 1 Milliarde Jahre, relativ konstante atmosphärische Verhältnisse. Es gab in dieser Zeit, der zweiten Warmklimaphase der Erdgeschichte, keine größeren Klimaveränderungen oder Veränderungen in den Ozeanen, weshalb sie auch von manchen Wissenschaftlern die langweilige Milliarde („boring billion“) genannt wird. In der Folge gab es zwischen 1,7 und 1,2 Mrd. Jahren vor heute kein größeres dramatisches Ereignis, wie es für Massenaussterben ursächlich ist.